# Illinois River (Rogue River)
Der Illinois River ist ein 120 km langer Nebenfluss des Rogue River.
Der Fluss entspringt in zwei Armen, East Fork Illinois River und West Fork Illinois River, in den Siskiyou Mountains in Nordkalifornien, unmittelbar an der Grenze zu Oregon, bevor sie sich bei Cave Junction im Josephine County, Oregon vereinen. Er mündet in den Rogue River.
Der Illinois River fließt in überwiegend nordwestlicher Richtung entlang der Westflanke der Klamath Mountains. Beide Quellarme und der Illinois River verlaufen weit überwiegend im Rogue River – Siskiyou National Forest.
80 km der Flussstrecke sind als National Wild and Scenic River ausgezeichnet.